# Mindžedef
| R23 | Dd | f |

| R23 | Dd | f |

Mindžedef byl egyptský princ ze 4. dynastie.

## Rodina
Mindžedef byl synem korunního prince Kawaba a královny Hetepheres II. Narodil se za vlády svého dědečka Chufua a možná se dožil vlády svého bratrance Menkaurea.
Je známo, že měl manželku Chufuanch, se kterou měl jednoho syna.

## Hrobka
Mindžedef byl pohřben v Gíze v mastabě G 7760. Mindžedef a Chufuanch jsou vyobrazeni se svým synem v kapli, ale jeho jméno se nám nezachovalo.
Mindžedefův sargofág se dnes nachází v Metropolitním muzeu umění.